# Saint-Étienne-de-Crossey
Saint-Étienne-de-Crossey este o comună în departamentul Isère din sud-estul Franței. În 2009 avea o populație de 2.531 de locuitori.

## Evoluția populației
| An        | 1975  | 1982  | 1990  | 1999  | 2006  | 2009  |
| --------- | ----- | ----- | ----- | ----- | ----- | ----- |
| Populație | 1.054 | 1.774 | 2.081 | 2.478 | 2.522 | 2.531 |